# Березовский, Борис Абрамович
Бори́с Абра́мович Березо́вский (23 января 1946, Москва, СССР — 23 марта 2013, Аскот, Великобритания) — советский и российский предприниматель, государственный и политический деятель, учёный-математик, автор ряда научных трудов и монографий, доктор технических наук (1983), профессор. С 29 октября 1996 года по 4 ноября 1997 года — заместитель секретаря Совета безопасности Российской Федерации.
Член-корреспондент Российской академии наук (1991). Лауреат Премии Ленинского комсомола (1978). Член КПСС с 1975 года.
С 1989 года занимался автомобильным бизнесом, основав компанию «ЛогоВАЗ». Со временем компания стала играть значительную роль в продаже и обслуживании автомобилей Волжского автозавода, популярных в России. В 1995—1996 годах вместе с партнёром Романом Абрамовичем получил контроль над нефтяной компанией «Сибнефть» через её приватизацию.
С 1994 года был одним из главных создателей Общественного российского телевидения (ОРТ), организатором его приватизации, членом первого совета директоров от частного бизнеса, с начала 1995 года контролирующим акционером, заместителем председателя совета директоров и фактический распорядитель телеканала. Помимо ОРТ во второй половине 1990-х годов контролировал ряд ведущих российских СМИ, включая крупнейшую деловую газету «Коммерсантъ».
Был близок к окружению президента России Бориса Ельцина (так называемой «семье»). В 1995—1996 годах СМИ Березовского поддерживали переизбрание Ельцина на второй срок. В конце 1999 — начале 2000 года принимал участие в избирательной кампании на стороне его преемника Владимира Путина — в поддержку блока «Единство». Первый канал выпускал передачи, нацеленные на снижение поддержки потенциального конкурента Путина, бывшего премьер-министра Евгения Примакова.
Вскоре после избрания Путина президентом в марте 2000 года его политика стала вызывать критику Березовского. С осени 2000 года Березовский стал выступать открытым политическим оппонентом Путина и был вынужден покинуть Россию. Он также утратил контроль над своими российскими активами.
В отношении Березовского было заведено несколько уголовных дел. Впервые уголовное дело было открыто в 1999 году при правительстве Примакова. Прокуратурой Швейцарии велось следствие по обвинениям в мошенничестве и отмывании денег. После перехода в оппозицию к Путину Березовский был объявлен Россией в розыск по линии Интерпола по обвинениям в мошенничестве, отмывании денег, попытке насильственного захвата власти.
С сентября 2003 года до конца жизни, оставаясь гражданином России, постоянно проживал в Великобритании в качестве политического беженца, получив там проездной документ на имя «Плато́н Еле́нин» (Платон — имя главного героя романа «Большая пайка» и его экранизации, фильма «Олигарх», прототипом которого был Березовский). Россия безуспешно пыталась добиться от Великобритании выдачи Березовского.
К концу жизни финансовое состояние Березовского сильно ухудшилось после нескольких проигранных судов, включая иск против Абрамовича в Высокий суд Лондона о выплате компенсации за «Сибнефть» (согласно решению суда, Березовский не имел никаких прав на компанию).
Умер 23 марта 2013 года на 68-м году жизни в населённом пункте Аскот близ Лондона. Обстоятельства смерти достоверно не установлены, по приоритетной версии следствия — покончил жизнь самоубийством. Похоронен на Бруквудском кладбище в Великобритании.

## Ранние годы
Родился 23 января 1946 года в Москве в еврейской семье.
- Отец — Абрам Маркович Березовский (ум. 1979[18]), был инженером-строителем из Томска, работавшим на различных заводах по производству строительных материалов. Был главным инженером Бутовского газосиликатного завода.
- Мать — Анна Александровна Березовская (при рождении Гельман), работала старшим лаборантом в Институте педиатрии Академии медицинских наук СССР[19][20][21][22].

Начал учиться в школе с 6 лет. В шестом классе перешёл в английскую спецшколу. В 1962 году окончил школу и пытался поступить на физический факультет Московского государственного университета, но не прошёл (по словам самого Березовского, из-за «пятой графы» в паспорте — еврейской национальности), после чего поступил в Московский лесотехнический институт на факультет электроники и счётно-решающей техники.

## Образование и научная деятельность
В 1968 году окончил факультет электроники и счётно-решающей техники Московского лесотехнического института, в 1973 — механико-математический факультет МГУ (второе образование), позднее — аспирантуру в Институте проблем управления АН СССР (ИПУ), где в 1975 году защитил кандидатскую диссертацию по теме «Диспетчеризация по векторному критерию очередей заявок в вычислительных системах». В 1975 году вступил в КПСС.
В 1968—1987 годах работал инженером в НИИ испытательных машин, приборов и средств измерения масс Министерства приборостроения СССР (1968—1969) и Гидрометеорологическом научно-исследовательском центре СССР (1969—1970), инженером, затем младшим и старшим научным сотрудником, заведующим лабораторией в ИПУ (1970—1987). В 1978 году стал лауреатом Премии Ленинского комсомола. В 1978 году сотрудник ИПУ Леонид Богуславский познакомил Березовского с Петром Авеном.
С 1973 года сотрудничал с «АвтоВАЗом», где руководил проектами по внедрению систем автоматизированного проектирования и программного обеспечения. В середине 1980-х Березовский наладил схему теневого бартера с предприятием: руководители «АвтоВАЗа» получали помощь в написании диссертаций от научных сотрудников из Москвы, взамен сотрудники получили автомобили и запчасти к ним.
В 1983 году защитил докторскую диссертацию «Разработка теоретических основ алгоритмизации принятия предпроектных решений и их применения» по специальности «Техническая кибернетика и теория информации». Развитая в диссертации теория может рассматриваться как далеко идущее обобщение популярной математической задачи о «разборчивой невесте». По сведениям Владимира Прибыловского и Анвара Амирова, в конце 1980-х годов сотрудничал с газетой «Советская Россия», где писал статьи на темы перестройки хозяйственного механизма страны.
Автор более 100 научных работ и ряда монографий («Бинарные отношения в многокритериальной оптимизации» (М., 1981), «Задача наилучшего выбора» (М., 1984), «Многокритериальная оптимизация: математические аспекты» (М., 1989) и других).
По воспоминаниям коллег, Березовский был плохим математиком. Александр Гнедин, сотрудник лаборатории Березовского в ИПУ, утверждает, что он «синус от косинуса не отличал». Сам не написал ни одной научной статьи, за него писали его молодые сотрудники. При этом, по воспоминаниям Леонида Богуславского, хорошо формулировал проблемы, что характеризует его как учёного.
С 1991 года являлся членом-корреспондентом Российской академии наук (РАН), членом Международного научного общества по теории принятия решений, основателем Международного научного фонда. Награждён Международным орденом Святого Константина Великого.

## Бизнес в России
По утверждению Александра Хинштейна, в 1979 году Борис Березовский был задержан органами ОБХСС в Махачкале за спекуляцию. По версии Леонида Богуславского, освободить Березовского помог звонок его матери дагестанскому поэту Расулу Гамзатову. По мнению Хинштейна, Березовский с 1979 года был сотрудником КГБ.
В 1989 году Березовский при участии Бадри Патаркацишвили основал «ЛогоВАЗ» — компанию, занимавшуюся продажей автомобилей «ВАЗ», отозванных из зарубежных автосалонов «АвтоВАЗ». В 1991 году компания получила статус официального импортёра автомобилей Mercedes-Benz в СССР. Генеральный директор «АвтоВАЗа» Владимир Каданников являлся основным акционером компании «ЛогоВАЗа» наряду с финансовым директором «АвтоВАЗа» Николаем Глушковым, коммерческим директором «АвтоВАЗа» Александром Зибаревым и помощником Каданникова по финансовым вопросам Саматом Жабоевым. Компания зарабатывала на гиперинфляции, принимая автомобили на комиссию и расплачиваясь с производителем позднее, когда деньги потеряли большую часть своей стоимости.
В 1993—1997 годах возглавлял «Автомобильный Всероссийский альянс» (AVVA), созданный для сбора средств на строительство завода по выпуску дешёвых «народных автомобилей». Проект не собрал достаточно средств для строительства завода, и средства были вложены в производство «АвтоВАЗа», а долг перед инвесторами был обменян на акционерный капитал. К 2000 году AVVA владела примерно одной третью акций «АвтоВАЗа».
7 июня 1994 года возле дома № 40 по Новокузнецкой улице в центре Москвы, где располагался дом приёмов «ЛогоВАЗ», в момент, когда «Мерседес» представительского класса с находившимся внутри Березовским выезжал из ворот дома приёмов, было приведено в действие взрывное устройство. В результате взрыва погиб водитель автомобиля, были ранены охранник и 8 случайных прохожих. По версии следствия, организатором преступления выступил известный московский криминальный авторитет, лидер Ореховской преступной группировки Сергей Тимофеев по прозвищу «Сильвестр». В книге «Время Березовского» Марк Шейман (ранее — Магомет Исмаилов, заместитель генерального директора по безопасности «ЛогоВАЗ») утверждает, что организатор покушения — сам Березовский. Александр Литвиненко, возглавлявший расследование ФСБ, связал преступление с противодействием руководства «АвтоВАЗ» советской эпохи растущему влиянию Березовского на российском автомобильном рынке.
Деятельность Березовского в российских СМИ началась в декабре 1994 года, когда он получил контроль над каналом ОРТ. Он назначил популярного телеведущего и продюсера Владислава Листьева генеральным директором ОРТ. Через три месяца Листьев был убит. Березовский, как и многие другие, был допрошен в ходе милицейского расследования, но убийц так и не нашли. Под управлением Березовского ОРТ стало основным информационным активом реформистского лагеря, который готовился к противостоянию с коммунистами и националистами на предстоявших президентских выборах.
В 1995 году Березовский уговорил Бориса Ельцина создать «Сибнефть» (в обход правительственной комиссии, указом президента) и приватизировать её так, чтобы она оказалась у Романа Абрамовича. По условиям сделки «Сибнефть» следовало использовать как источник финансирования телеканала ОРТ, который Березовский тогда контролировал и который должен был поддержать Ельцина на президентских выборах 1996 года.
В 1995 году он сыграл ключевую роль в перестановках в руководстве «Аэрофлота» и принял участие в его приватизации, в результате которого финансовым директором стал его близкий соратник Николай Глушков. В январе 1998 года было объявлено, что «Сибнефть» объединится с «ЮКОСом» Михаила Ходорковского и создаст третью по величине нефтяную компанию в мире. Слияние было отменено пять месяцев спустя на фоне падения цен на нефть.
По данным, проведённый Генеральной прокуратурой компьютерный анализ заключённых сделок показал, что Березовский участвовал в спекуляциях на рынке ГКО (что стало одной из причин дефолта 1998 года).
В 1999 году приобрёл ИД «Коммерсантъ», став владельцем крупнейшей медиагруппы, официально не объединённой в таковую. К началу 2000 года контролировал (в алфавитном порядке):
- газеты: «Коммерсантъ», «Московская комсомолка», «Независимая газета», «Новые Известия», «Свежий номер»;
- журналы: «Автопилот», «Власть», «Деньги», «Молоток», «Домовой», «Огонёк»;
- радиостанцию «Наше радио»;
- телекомпании ОРТ (Первый канал) и МНВК (ТВ-6).

Владел ИД «Коммерсантъ» до 2006 года, когда тот был продан партнёру Березовского Бадри Патаркацишвили, который скоропостижно скончался в 2008 году, и в том же году — Алишеру Усманову.

## Политическая деятельность в России

### Роль в переизбрании Бориса Ельцина в 1996 году
Березовский вошёл в ближний круг Кремля в 1993 году, организовав публикацию мемуаров Бориса Ельцина и подружившись с Валентином Юмашевым, литературным негром президента.
В январе 1996 года на Всемирном экономическом форуме в Давосе Березовский связался с другими олигархами, чтобы создать альянс (который позже стал известен как «Давосский пакт») для финансирования кампании Бориса Ельцина на предстоящих президентских выборах. По возвращении в Москву Березовский познакомился и подружился с Татьяной Дьяченко, дочерью Ельцина. Согласно более поздней оценке The Guardian, «Березовский организовал переизбрание Бориса Ельцина в 1996 году… Он и его друзья-миллиардеры выделили 140 миллионов фунтов стерлингов на предвыборную кампанию Ельцина».
Летом 1996 года Березовский стал одним из ключевых советников Ельцина и в союзе с Анатолием Чубайсом противостоял группе сторонников твёрдой политики, возглавляемой Александром Коржаковым. В июне в доме приёмов «ЛогоВАЗ» Березовский, Чубайс и другие составили план отстранения группы Коржакова. 20 июня 1996 года Ельцин уволил Коржакова и ещё двух «ястребов», оставив команду реформаторов управлять кампанией Кремля. Однако их увольнение было противоречивым, поскольку за несколько дней до этого Коржаков поймал двух организаторов предвыборной кампании Ельцина, которые выносили из здания администрации президента 500 000 долларов США наличными без накладных.
16 июня 1996 года Ельцин занял первое место в первом туре выборов, заключив тактический союз с генералом Александром Лебедем, который занял третье место. 3 июля во втором туре выборов он победил коммуниста Геннадия Зюганова. Его победа была в значительной степени обусловлена поддержкой телеканалов, контролируемых Гусинским и Березовским (НТВ и ОРТ), и деньгами бизнес-элиты. New York Times назвала Березовского «публичным представителем и главным лоббистом этой новой элиты, которая за несколько коротких лет вышла из тени и стала респектабельной».
- В 1996—1997 годах — заместитель секретаря Совета безопасности РФ. Тогдашний секретарь Совбеза РФ Иван Рыбкин вспоминал, что Березовского назначили его заместителем в связи с его желанием как представителю частного бизнеса вмешаться в чеченский конфликт[58].
- В 1998—1999 годах — исполнительный секретарь СНГ.
- В 1999—2000 годах — депутат Государственной думы России от Карачаево-Черкесии (от мандата отказался по собственной инициативе).

В конце 1990-х годов имел репутацию политически влиятельного «олигарха» и человека, близкого к президенту Ельцину и его семье. Газета «Ведомости» в марте 2009 года цитировала анонимного бывшего высокопоставленного кремлёвского чиновника, который свидетельствовал: «Степень влиятельности Березовского была заметно преувеличена им самим. Ельцин его сильно не любил. За всю историю встретился с ним всего два раза, и это были такие сухие разговоры сквозь зубы: когда его на волне благодарности крупному бизнесу за выборы 1996 года назначили замсекретаря Совбеза и когда Березовский пролоббировал своё назначение в исполком СНГ».
По утверждениям самого Березовского, он сыграл решающую роль в приходе Владимира Путина к власти в конце 1999 года. С Путиным он познакомился в 1991 году. Потом они часто встречались, проводили вместе отдых. Позже Березовский познакомил его со своими людьми в правительстве и способствовал его назначению директором ФСБ.
Березовский сыграл заметную роль в предвыборной раскрутке «Единства» (против блока «Отечество — Вся Россия» (ОВР) в парламентской кампании 1999 года).

#### Обстоятельства знакомства с Владимиром Путиным
Пётр Авен так описывает знакомство Березовского с Путиным в книге «Время Березовского», вышедшей в 2017 году:

В октябре 1991-го я с группой американцев полетел в Москву… Березовский решил отвезти группу в три места — собственно в Москву, …в Грузию, и, наконец, в Санкт-Петербург. Главное, как выяснилось позднее, произошло в Петербурге… Я позвонил Чубайсу, в тот момент первому заму Собчака, и попросил организовать встречу. «Я не в Петербурге, — сказал мне Чубайс, — но там у Собчака есть очень внятный ответственный за внешние связи мэрии — Владимир Путин…» Вечером в день приезда мы познакомились и поужинали… На следующий день… вся группа пришла к Собчаку. К несчастью, во время обеда Березовский слегка перебрал и… заснул. Он сидел через пару стульев, и Собчак, увлеченный собственным продолжавшимся минут 40 рассказом, его не замечал. Но Путин прекрасно видел. Он постепенно краснел, зверея от такой наглости — спать на встрече с мэром. Он делал мне знаки, и я незаметно от Собчака сворачивал бумажные шарики и кидал их в Бориса, пытаясь разбудить… Было это ужасно некрасиво. Когда мы закончили и сфотографировались (Березовский оклемался), страшно злой Путин не подал нам с Борисом руки, а меня отвел в сторону: «Меня попросил Чубайс, и я все для вас сделал. Но так себя не ведут — спать на такой встрече… Ты мне больше не звони и на помощь мою не рассчитывай. А этот грузин (мы прилетели из Тбилиси, и поэтому он так определил Бориса) пусть лучше вовсе не показывается в нашем городе. Встречу — ноги переломаю». 

### Роль во второй чеченской войне
В 2001 году генерал-полковник, Герой России Геннадий Трошев в своих мемуарах «Моя война. Чеченский дневник окопного генерала» сослался на Ахмата Кадырова, утверждавшего, что накануне вторжения боевиков в Дагестан Березовский перечислил Шамилю Басаеву около миллиона долларов для «укрепления дружбы между народами»; «слухи о том, что Басаев получил деньги „на войну“ от Березовского, распространялись среди федералов с начала кампании». Геннадий Трошев выразил сомнение в истинных мотивах Березовского, когда тот освобождал из плена российских солдат уже через 2-3 дня, а то и сутки после захвата, что было подозрительно, по его мнению. Трошев даже предположил, что, возможно, имел место сговор между похитителями и Березовским:

Пресса в аэропорту интервьюировала Бориса Березовского, который рассказывал об очередной операции по освобождению пленников. А сколько они находились у чеченцев, на каких условиях освобождены — телезрители так ничего и не поняли. Молчали и сами «освобождённые», быстро нырявшие из самолёта в автомашины и исчезавшие в неизвестном направлении. А олигарх на различных политических тусовках с гордостью объявлял об очередном благополучном «освобождении из чеченских застенков»… — Геннадий Трошев. «Моя война. Чеченский дневник окопного генерала»
Катрин О’Брайен в рецензии в газете The Times на книгу бывших заложников в Чечне Камиллы Карр и Джона Джеймса «The Sky is Always There: Surviving a Kidnapping in Chechnya» писала, что захватчики заложников назначили выкуп в 1 миллион фунтов стерлингов, и что в сентябре 1998 года они были освобождены и вывезены на личном самолёте Березовского. Согласно Вячеславу Измайлову, Березовский участвовал в освобождении пленных в Чечне. Измайлов также упоминает Ваху Арсанова, заявившего, что Березовский передал Басаеву 2 миллиона долларов на (цитируя Арсанова) «восстановление цементного завода в Чири-Юрте».

### Конфликт с Путиным и эмиграция
Разногласия Березовского с Путиным стали достоянием общественности через три недели после начала президентства Путина. 8 мая 2000 года Березовский и Абрамович были замечены вместе на инаугурационной церемонии Путина в Москве. Однако 31 мая Березовский резко выступил против предложенной президентом конституционной реформы, которая давала Кремлю право увольнять избранных губернаторов. 17 июля 2000 года Березовский ушёл из Думы, заявив, что «не хочет быть причастным к разрушению страны и восстановлению авторитарного режима». В августе СМИ Березовского обрушились на Путина за его отношение к катастрофе подводной лодки «Курск», обвинив в гибели 118 моряков нежелание Кремля принять иностранную помощь. В сентябре Березовский заявил, что Кремль пытался экспроприировать его акции ОРТ, и объявил, что передаст свою долю в траст, который будет контролироваться видными представителями интеллигенции.
В своей статье в The Washington Post в 2000 году Березовский утверждал, что в отсутствие сильного гражданского общества и среднего класса капиталистам иногда бывает необходимо «напрямую вмешиваться в политический процесс» в России в противовес бывшим коммунистам, «которые ненавидят демократию и мечтают вернуть утраченные позиции». Березовский подал в суд на журналиста Пола Хлебникова, который обвинил его в различных преступлениях.
В октябре российская прокуратура возобновила расследование мошенничества в «Аэрофлоте», и Березовский был допрошен в качестве свидетеля. 7 ноября 2000 года Березовский, находившийся за границей, не явился на допрос и заявил, что не вернётся в Россию из-за того, что, по его словам, «власти и лично президент Путин постоянно усиливают давление на меня». По сути, — сказал он, — меня заставляют выбирать: стать политическим заключённым или политическим эмигрантом". Березовский утверждал, что Путин сделал его подозреваемым по делу «Аэрофлота» только потому, что ОРТ «сказало правду» о катастрофе подводной лодки «Курск». В начале декабря в Москве был арестован его соратник Николай Глушков, и Березовский отказался от предложения передать пакет акций ОРТ в доверительное управление.

## В эмиграции

### Проживание в Великобритании
С 2001 года проживал в Лондоне.
В 2002 году компания Salford Capital Partners, основанная Бадри Патаркацишвили совместно с Березовским, купила бренд и производство минеральной воды «Боржоми». Создан бренд IDS Borjomi International, объединивший производства в Грузии, Украине и России. В 2008 году, после смерти Патаркацишвили, между его наследниками и Березовским возник юридический спор по поводу активов Salford Capital Partners. В 2012 году Березовский отдал 100 % акций «Боржоми» семье Патаркацишвили.
В 2003 году Генпрокуратура РФ пыталась добиться выдачи Березовского на основании уголовного дела по ст. 159 УК РФ (мошенничество). Это дело было возбуждено Генпрокуратурой ещё 6 августа 2002 года (Березовский обвинялся в хищении более 2300 автомобилей «АвтоВАЗ» при проведении «ЛогоВАЗ» в 1994—1995 годах зачётной сделки с «АвтоВАЗ» и администрацией Самарской области). Он был объявлен в международный розыск.
24 марта 2003 года Березовский был задержан лондонской полицией, но вскоре освобождён под денежный залог. 1 июня Лондонский магистратский суд отклонил запрос об экстрадиции на том основании, что Березовский попросил в Великобритании политического убежища и, таким образом, находится под защитой Женевских конвенций. 10 сентября 2003 года министр внутренних дел Великобритании Дэвид Бланкетт подписал распоряжение о предоставлении Березовскому политического убежища, обосновывая это решение тем, что в России ему может грозить политическое преследование.
В 2004 году апелляционная коллегия Самарского арбитражного суда признала законной сделку, на основании которой предъявляли обвинения Борису Березовскому. Тем не менее, обвинения с него не были сняты.
Позднее Березовский получил от МВД Великобритании паспорт беженца на имя «Платон Еленин». Уже будучи объявленным в международный розыск, Березовский неоднократно посещал республики бывшего СССР. В декабре 2003 года он посетил Тбилиси по документам на имя Платона Еленина, в связи с чем Россия заявила протест. Впоследствии он ещё несколько раз приезжал в Грузию. В 2005 году он побывал в Латвии. В 2005 году долгое время обсуждалась возможность его визита на Украину, но новые власти[кто?] всё же отказали ему во въезде.
17 сентября 2004 года прокуратура Московской области заочно обвинила Березовского в хищении государственной дачи в подмосковном комплексе «Жуковка», позднее переоформленной на имя его дочери Екатерины. 21 сентября была выдана санкция на арест, а 22 сентября Березовский вновь был объявлен в международный розыск. Запросы об экстрадиции дважды (в феврале и сентябре 2005 года) направлялись в Латвию, куда Березовский прибывал с визитами, но оба раза был получен отказ.
19 октября 2005 года Совет по национальной безопасности Латвии по инициативе президента страны Вайры Вике-Фрейберги рекомендовал Генпрокуратуре и МВД включить Бориса Березовского в список лиц, посещение которыми Латвии признано нежелательным. Ранее премьер-министр Латвии Айгар Калвитис заявлял, что Березовский создаёт реальную угрозу латвийскому государству. Сам Березовский полагает, что решение было принято под давлением России. 26 октября Калвитис подписал распоряжение о внесении Бориса Березовского в список лиц, въезд которых в Латвию нежелателен. Он заявил, что принял это решение на основании информации, предоставленной ему органами безопасности. Калвитис дал понять, что власти опасаются влияния Березовского на политическую ситуацию в Латвии, поскольку у Бориса Березовского «в Латвии есть определённые политические интересы». Через неделю после этого разгорелся крупный правительственный скандал — Айгар Калвитис обвинил руководителя МВД Эрика Екабсона (члена СНБ) в том, что он разгласил тайные материалы заседания СНБ Березовскому. Екабсон был вынужден подать в отставку.
2 марта 2006 года представитель Генпрокуратуры РФ заявил, что 16 февраля в отношении Бориса Березовского было возбуждено новое уголовное дело по ст. 278 Уголовного кодекса («действия, направленные на насильственный захват власти или насильственное удержание власти в нарушение Конституции <…> а равно направленные на насильственное изменение конституционного строя»), по которой Березовскому угрожало наказание сроком от 12 до 20 лет лишения свободы. Позднее суд заочно дал санкцию на арест обвиняемого, и его объявили в международный розыск. Дело было передано для расследования в ФСБ. 1 марта прокуратура отправила в МВД Великобритании повторный запрос об экстрадиции Березовского.
По некоторым сообщениям, поводом для дела стали высказывания Березовского в прямом эфире радиостанции «Эхо Москвы», сделанные 20 января 2006 года, когда он заявил, что в России необходим «силовой перехват власти» и он делает «определённые шаги» в этом направлении.
26 января 2006 в интервью агентству AFP Березовский заявил, что осуществлять «перехват власти» намерен с помощью состояния, «утроившегося» за последние пять лет.
26 февраля министр иностранных дел Великобритании Джек Стро предупредил Березовского, что его статус беженца может быть пересмотрен в любое время, «если он будет использовать Соединённое Королевство в качестве базы для насильственных беспорядков или терроризма в других странах».
В тот же день президент Чечни Али Алханов сообщил, что располагает документальными доказательствами финансирования Березовским Чеченской Республики Ичкерия. И. о. премьер-министра Чечни Рамзан Кадыров заявил, что Березовский, выплачивая выкупы за многочисленных заложников, захватывавшихся в Чечне в 1990-е годы, передал чеченским боевикам 30 млн долларов.
Пока у Березовского сохранялся статус беженца, он не мог быть выдан, этого статуса в исключительных случаях его могло лишить только британское МВД. Однако аннулирование статуса беженца не означало автоматической экстрадиции в Россию — такое решение мог принять лишь суд.
Сам Березовский заявил в интервью российской газете «Ведомости», что он имел в виду не насильственный захват власти (военный переворот или путч), а события, аналогичные приходу к власти оппозиции в Грузии и на Украине.
24 марта 2006 года Государственная дума рассмотрела проект обращения к парламенту Великобритании с просьбой содействовать выдаче Березовского России. В документе, в частности, говорится: «Госдума выражает обеспокоенность в связи с тем, что находящийся в международном розыске Березовский Б. А. и после судебного решения об отказе в его выдаче российскому правосудию продолжает свою деятельность с территории Великобритании, направленную на причинение ущерба общественной безопасности РФ… Госдума с уважением относится к правовой системе Великобритании и полагает, что соответствующее решение британских властей будет конкретным шагом на пути повышения эффективности британского сотрудничества в противодействии терроризму и экстремизму».
26 апреля 2006 года Сенат Верховного суда Латвии отказал Борису Березовскому в исключении его из списка лиц, въезд которым в Латвию запрещён.
По словам Березовского, он поддерживал контакт с российской политической элитой, представители которой разделяют его мнение о том, что Путин сворачивает демократические реформы, централизует власть в своих руках и нарушает конституцию.
По мнению проживающего в Лондоне историка Александра Кустарёва, Березовский в последние годы не пользовался в Великобритании никаким влиянием, равно как и особым вниманием прессы:
Время от времени появляются интервью либо статьи, явно им самим проплаченные. В более или менее периферийных изданиях. Мне кажется, ему не удалось убедить английский истеблишмент в том, что он может быть эффективным проводником какой-то политики. История Березовского напоминает мне историю «шпиона-легенды» Сиднея Рейли, который тоже делал вид, что он большой агент английской разведки. На самом деле это была абсолютная афера.

### «Оранжевая революция» на Украине (2004)
Осенью 2005 года Березовский заявил, что в ходе президентской кампании на Украине в 2004 он поддерживал контакты с Виктором Ющенко и его ближайшими сподвижниками, а также переводил финансовые средства на Украину для финансирования Оранжевой революции. Он представил документы, подтверждающие перевод примерно 30 млн долларов «на развитие демократии». Расследованием его заявлений занималась временная следственная комиссия Верховной Рады Украины. По данным расследования журнала Forbes, на поддержку «оранжевой революции» Березовский потратил в общей сложности более 70 млн долларов — как через созданный им «Фонд гражданских свобод» под управлением Гольдфарба, так и напрямую структурам Ющенко. По сведениям друзей Березовского, он не только финансировал политическую кампанию, но и непосредственно руководил действиями Ющенко и Тимошенко. Как признался позже сам Березовский, он рассчитывал, что революция на Украине вызовет демократические изменения в России, но переоценил российское общество.
По словам бывшего президента Украины Леонида Кравчука, Березовский принял активное участие в финансировании президентской кампании Ющенко, и даже сам подтвердил подлинность опубликованных в прессе платёжных поручений на сумму 15 млн долларов. Березовский озвучил и общую сумму переданных средств — 45 млн долларов, которые, по его словам, оказались «самым эффективным вложением средств».

### Дело Литвиненко (2006)
В ноябре 2006 года в Лондоне был смертельно отравлен Александр Литвиненко — бывший сотрудник ФСБ и давний знакомый Березовского. По утверждению вдовы Литвиненко, после покушения на олигарха «Саша был просто „прикреплён“ к Березовскому от ФСБ, это была его работа». Подозреваемые Великобританией в отравлении — россияне Андрей Луговой и Дмитрий Ковтун; впоследствии судья Роберт Оуэн, проводивший открытые слушания по делу, высказал уверенность в их вине. Березовский призывал ввести санкции в отношении России, считая Кремль ответственным за убийство Литвиненко. Впоследствии представители прокуратуры России заявляли, что считают организатором убийства Литвиненко самого Березовского.

#### Допрос Березовского (2007)
30 марта 2007 в здании Скотленд-Ярда состоялась беседа Березовского со следователем прокуратуры РФ Александром Отводовым в рамках уголовного дела, заведённого в России после отравления Литвиненко. По словам Березовского, большая часть вопросов, заданных российскими следователями, касалась бизнеса Березовского, а также бизнеса его друзей и знакомых; вопросы, непосредственно относящиеся к делу, были заданы только под конец встречи. Березовский назвал допрос «фарсом» и квалифицировал его «как попытку скрыть настоящих преступников — Путина и Лугового и всех тех, кто участвовал в этом преступлении». Он заявил также: «У меня есть аргументы, почему Путин заказал это преступление, почему Луговой был исполнителем. Это факты, а не рассуждения на тему. Я привёл эти аргументы следователю Генпрокуратуры и сказал, что считаю его тоже соучастником преступления. Я передал следователю переписку с военной прокуратурой России в 1998 году и переписку Литвиненко, когда он получил команду убить меня».
Представитель Генпрокуратуры РФ заявил, что все вопросы, заданные Березовскому российскими следователями в Лондоне, имели прямое отношение к «делу Литвиненко», поскольку «исследуется ряд версий, в том числе и с бизнесом, которым занимался Литвиненко».
Стенограмма допроса Березовского была позднее опубликована ().

#### Иск к российскому телевидению о клевете (2007)
1 апреля 2007 года в эфире «РТР-Планета», а затем в программе «Вести недели» российского государственного телеканала «Россия» было показано интервью с неизвестным, представившимся другом Литвиненко. Неизвестный, сидевший спиной к камере и назвавшийся Петром, заявил, что отравление было организовано Березовским, поскольку Литвиненко знал, что тот якобы получил статус политического беженца путём подлога. По словам неизвестного, Литвиненко и Березовский подвергли его воздействию психотропных препаратов и заставили заявить, что он был направлен ФСБ с целью убийства Березовского; плёнка с этой записью была представлена в суде.
Березовский заявил по этому поводу: «Если бы такая версия существовала как реальная, то Скотленд-Ярд давно должен был бы заинтересоваться этой версией и не ездить в Москву в самом начале расследования, а сначала выяснить, верна ли эта версия». Березовский заявил, что «все эти многочисленные версии» «являются только следствием того, что российская власть хочет прикрыть это преступление».
По утверждению партнёра Березовского Александра Гольдфарба, анонимным героем «Вестей недели» является Владимир Иванович Теплюк, эмигрировавший в Лондон из Казахстана и несколько лет добивавшийся статуса политического беженца. По словам Гольдфарба, Теплюк неоднократно публично рассказывал о том, что его наняли для того, чтобы отравить Березовского, действительно к ним обращался и говорил о возможном покушении на Березовского. «Однако мы говорили ему, если что-то знаете, идите в полицию», — сказал Гольдфарб в интервью «Газете. Ru».
Лондонская полиция никак не прокомментировала сообщение российского телевидения о новом свидетеле в деле Литвиненко. «Мы не обсуждаем вопросы предоставления людям персональной защиты», — заявил представитель пресс-службы Скотленд-Ярда.
В мае 2007 адвокат Березовского Эндрю Стивенсон от его имени подал иск к телеканалу «РТР-Планета» в Высокий суд Лондона с требованием возмещения нанесённого ему ущерба. В марте 2010 суд завершился победой Березовского.

### Предполагаемое покушение в Лондоне (2007)
18 июля 2007 британские СМИ распространили информацию о предотвращении покушения на Березовского в Лондоне. Как позднее официально заявил Скотленд-Ярд, предполагаемый убийца прибыл из России с ребёнком и был задержан полицией 21 июня; выслан в РФ с запретом на въезд в Соединённое Королевство.

### Закрытие сайта Day.az (2009)
В конце февраля 2009 года на несколько дней была приостановлена работа азербайджанского русскоязычного сайта Day.az. Газета «Коммерсантъ» связала этот факт с интервью Березовского сайту и посещением Баку главой администрации президента РФ Сергеем Нарышкиным. В интервью, опубликованном 14 февраля 2009 года, Березовский, в частности, заявил:
Убеждён, что личное состояние Владимира Путина точно не меньше, чем состояние Романа Абрамовича. Говорю это потому, что Абрамович и Путин являются деловыми партнёрами. Если же говорить о конкретной сумме, то, на мой взгляд, до мирового финансового и экономического кризиса состояние Владимира Путина составляло как минимум порядка 40 миллиардов долларов.Б. А. Березовский

### Иск Березовского к ВГТРК (2010)
8 февраля 2010 года в Высоком суде Лондона начались слушания по иску о защите чести и достоинства, поданному Борисом Березовским в мае 2007 года к Всероссийской государственной телерадиокомпании и Владимиру Терлюку лично — в связи с сюжетом, показанным 1 апреля 2007 года в программе «Вести недели», где Терлюк («Пётр») делал утверждения о незаконности получения Березовским убежища в Британии и его причастности к отравлению Александра Литвиненко. ВГТРК было запрещено участвовать в процессе, так как компания отказалась выполнить требование суда раскрыть источники информации и настоящую личность «Петра».
10 марта 2010 года суд удовлетворил иск Березовского, постановив, в частности, взыскать с телекомпании 150 тыс. фунтов стерлингов; ВГТРК не признала решения. 2 апреля 2010 года Березовский заявил, что проигравшая сторона также должна возместить понесённые им «юридические расходы», которые «исчисляются суммой, близкой к 2 миллионам фунтов».

### «Движение Воскресения» и премия за арест Путина (2012)
15 апреля 2012 года Борис Березовский в своём блоге в ЖЖ и на странице в фейсбуке объявил об учреждении «Движения Воскресения», в 10 пунктах изложив свою программу радикальной либерализации России и установления конституционной монархии.
В конце апреля 2012 года Березовский назначил премию в 50 миллионов рублей за арест Путина. 6 мая 2012 года Березовский увеличил эту премию до 500 миллионов рублей. Он также заметил, что готов предстать перед «справедливым открытым судом» за участие в поддержке Путина в 1999—2000 годах.

### Иск к Роману Абрамовичу (2012)
Борис Березовский заявил, что Роман Абрамович, оказывая давление, вынудил его и его партнёра Бадри Патаркацишвили продать принадлежащие им акции «Сибнефти» и «Русала» по заниженной цене в 2001 и 2004 годах соответственно.
По версии Березовского, проблемы у него начались вскоре после прихода к власти Владимира Путина. Александр Волошин, возглавлявший администрацию президента, сообщил пожелание Путина «передать» долю в ОРТ государству, иначе Березовскому была обещана судьба Владимира Гусинского. Затем то же сообщил лично Путин. После этого Патаркацишвили встретился с Михаилом Лесиным (тогда — министр печати), который назвал цену пакета акций — 300 млн долларов. Но Березовский продавать акции отказался. В конце 2000 года, когда Березовский уже эмигрировал, к переговорам с ним подключился Абрамович. В декабре он встретился с Березовским и Патаркацишвили во Франции и передал им новое предложение Путина. Оно сводилось к следующему: цена снижена до 175 млн долларов, сделка должна быть совершена «незамедлительно», иначе акции будут «конфискованы». При этом в случае продажи акций было обещано, что российские власти освободят из-под ареста друга и делового партнёра Березовского — заместителя гендиректора «Аэрофлота» Николая Глушкова. Березовский и Патаркацишвили вынуждены были согласиться.
Также примерно с августа 2000 года Абрамович на нескольких встречах с Патаркацишвили предупреждал его, что «давление Кремля растёт» и что доли Березовского и Патаркацишвили в «Сибнефти» «могут быть экспроприированы». В апреле 2001 года Патаркацишвили был осуждён за попытку оказать содействие Глушкову в побеге из-под стражи. Из-за этого, утверждает Березовский, он и Патаркацишвили решили продать акции «Сибнефти». Переговоры с Абрамовичем состоялись в аэропорту Мюнхена в мае 2001 года. Патаркацишвили попросил за акции 2,5 млрд долларов, но Абрамович предложил 1,3 млрд долларов. «Если бы не угрозы <…> Березовский не продал бы свои акции, по крайней мере, по назначенной цене», — сказано в исковом заявлении.
Кроме того, Березовский обвинил Абрамовича в том, что в сентябре 2003 года Абрамович продал свою долю в «РусАле» в нарушение соглашения, не поставив об этом в известность Березовского и Патаркацишвили.
По этому иску Борис Березовский лично вручил Роману Абрамовичу повестку в суд, писала в октябре 2007 года британская газета Daily Mail.
По данным издания, Березовский считает, что его бывший партнёр по трём крупным российским компаниям остался должен ему около пяти миллиардов фунтов стерлингов. Согласно британской судебной системе, подобное уведомление можно вручить собственноручно, чтобы ускорить процесс, однако Березовскому не удавалось сделать этого уже около полугода.
Как отмечает газета, происходящее в пятницу на одной из улиц Лондона скорее напоминало сцену из боевика, чем процессуальную формальность. Березовский, совершая покупки в магазине Dolce&Gabbana, увидел в соседнем магазине Hermès Абрамовича, и немедленно послал своих телохранителей за необходимыми бумагами в лимузин. После этого Березовский пошёл в магазин, но охранники Абрамовича ему помешали. Пока отношения с ними выясняли охранники Березовского, бывшему олигарху всё же удалось пройти к бывшему партнёру. Березовский сказал Абрамовичу: «У меня для тебя подарочек. Это тебе от меня», но когда передал документы, то Абрамович убрал руки за спину, и документы упали на землю. Адвокаты Бориса Березовского заявили, что данное событие было зафиксировано камерами наблюдения и иск по британским законам считается вручённым.
31 марта 2010 года Высокий суд Лондона принял решение, что иск Бориса Березовского к Роману Абрамовичу о возмещении ущерба от продажи акций «Сибнефти» и «Русала» будет рассмотрен по существу (апелляция Абрамовича была отклонена).
31 августа 2012 года судья Коммерческого суда Лондона Элизабет Глостер объявила: «Я отклоняю иск господина Березовского в отношении „Сибнефти“, а также „Русала“». Ключевое значение в деле имели показания главных свидетелей. В своём решении судья Элизабет Глостер охарактеризовала Березовского как неубедительного и ненадёжного свидетеля, который трактует истину в зависимости от своих «сиюминутных» целей. В частности, она заявила:

Проанализировав все материалы дела, я пришла к выводу, что господин Березовский является ненадёжным свидетелем, считающим истину гибкой и переменчивой концепцией, которую можно менять в зависимости от своих сиюминутных целей. Порой его показания были намеренно лживыми; порой он явно сочинял свои показания по ходу процесса, когда ему было трудно ответить на тот или иной вопрос. Порой у меня создавалось впечатление, что он не обязательно намеренно лгал, а скорее сам заставил себя поверить в представленную им версию событий.
Оригинальный текст (англ.)On my analysis of the entirety of the evidence, I found Mr. Berezovsky an unimpressive, and inherently unreliable, witness, who regarded truth as a transitory, flexible concept, which could be moulded to suit his current purposes. At times the evidence which he gave was deliberately dishonest; sometimes he was clearly making his evidence up as he went along in response to the perceived difficulty in answering the questions in a manner consistent with his case; at other times, I gained the impression that he was not necessarily being deliberately dishonest, but had deluded himself into believing his own version of events.

Показания Абрамовича, по мнению судьи, были обдуманными и точными, и поэтому он как свидетель полностью заслуживал доверия.

### Покаяние (2012)
В феврале 2012 года Березовский опубликовал текст, в котором попросил прощения за алчность в ущерб согражданам, за то, что Березовский назвал «началом уничтожения независимой журналистики», и за свою роль в приходе к власти в России Владимира Путина.

## Судебные иски
Первые обвинения против Березовского в нарушении закона были выдвинуты американским журналистом Полом Хлебниковым сперва на страницах журнала «Форбс» в 1996 году, а затем в отдельно изданной книге, в дальнейшем сформулированы прокуратурой по результатам следствия в 1999 году, во времена правительства Евгения Примакова.

### Лондонский иск (1997)
В декабре 1996 года Пол Хлебников написал для журнала «Форбс» статью, в которой обвинил Бориса Березовского в мошенничестве, отмывании денег, связях с чеченской мафией и заказных убийствах, в том числе в организации убийства известного телеведущего Владислава Листьева. Статья в «Форбс» положила начало целому ряду последующих обвинений Березовского в нарушении закона — как в прессе, так и в рамках расследований его деятельности в России и за рубежом.
В феврале 1997 года Березовский подал иск о клевете на журнал «Форбс» в Высокий суд Лондона. Не испытывая недостатка в средствах, он воспользовался услугами одной из самых дорогостоящих адвокатских контор в Великобритании, Carter-Ruck. В ходе судебного процесса ответчик согласился, что нет доказательств ответственности Березовского за убийство Листьева и что журнал «Форбс» не должен был описывать Березовского как «босса мафии». Также ответчик заявил, что обвинения в краже коллеги Березовского было ошибочным. По внесудебному согласию истец отозвал заявление. В то же время суд не обязал журнал написать опровержение остальной части статьи (статья до сих пор доступна на сайте журнала за исключением фразы про убийство Листьева), ни признать, что остальные утверждения ложные, ни выплатить какую-либо компенсацию, как требовал в своём иске Березовский. Некоторые СМИ, подконтрольные в то время Березовскому, писали, что «Форбс» якобы проиграл дело и опроверг все свои утверждения в отношении Березовского, но это не соответствует действительности.
В отношении главного обвинения в организации убийства Листьева, согласно словам Юрия Фельштинского и Владимира Прибыловского, высшие офицеры ФСБ Александр Коржаков и Александр Комельков организовали убийство Листьева руками Солнцевской ОПГ. Авторы подразумевают, что мотивом убийства было сокрытие доходов от телерекламы и направления этих средств на кампанию по выборам в президенты России Олега Сосковца. Авторы пишут, что Коржаков также организовал покушение на Березовского и, после неудачной попытки, обвинил Березовского в убийстве Листьева.
Часто заявления прессы о Березовском носили характер информационных вбросов. Согласно Валерию Лебедеву, газета «Новый взгляд» 19 октября 1996 года написала о заявлении начальника службы безопасности президента Ельцина Александра Коржакова о том, что Борис Березовский якобы уговаривал его убить Владимира Гусинского, Юрия Лужкова, Иосифа Кобзона и Сергея Лисовского.

#### Книга Хлебникова
В 2000 году Пол Хлебников опубликовал книгу «Крёстный отец Кремля Борис Березовский, или История разграбления России», где обвинил Березовского в мошенничестве, отмывании денег, организации убийств, связях с чеченской мафией и боевиками, а также торговлей заложниками во время Второй чеченской войны. Хлебников, в частности, писал: 

Превращение России из мировой сверхдержавы в нищую страну — одно из самых любопытных событий в истории человечества. Это крушение произошло в мирное время всего за несколько лет. По темпам и масштабу этот крах не имеет в мировой истории прецедента. … Я стал изучать этапы молниеносной карьеры Березовского и обнаружил, что она полна обанкротившихся компаний и загадочных смертей. Масштаб разрушений был колоссален, даже по современным российским стандартам. Он вцеплялся в крупную компанию, высасывал из неё деньги, превращая в банкрота, державшегося на плаву только благодаря щедрым государственным субсидиям. Его, словно магнитом, тянуло к наиболее кровавым точкам России: бизнес по продаже автомобилей, алюминиевая промышленность, выкуп заложников в Чечне. Многие из его деловых начинаний — от захвата ОРТ до перекупки Омского нефтеперерабатывающего комбината — были омрачены убийством или случайной смертью ключевых фигур.— Пол Хлебников. «Крестный отец Кремля Борис Березовский, или История разграбления России»
 Березовский не стал оспаривать утверждения книги в суде. В 2004 году в Москве Павел Хлебников был убит неизвестными. На следующий же день после убийства журналиста Березовский выдвинул три свои версии происшедшего, ни одна из которых не была связана с ним самим.

### Иск к Василию Анисимову (2009)
В 2009 году Борисом Березовским в Высокий суд Лондона был подан иск в отношении экс-совладельца горно-металлургического холдинга «Металлоинвест» Василия Анисимова. Березовский утверждал, что в начале 2000-х годов он и его партнёр по бизнесу Бадри Патаркацишвили одолжили Анисимову 500 млн долларов США для покупки 25 % акций Михайловского горно-обогатительного комбината. В счёт долга Анисимов должен был передать Березовскому 5 % акций «Металлоинвеста». Вначале Березовский претендовал только на 5 %, но затем на 10 % акций холдинга. Процесс должен был начаться в ноябре 2012 года, но в октябре 2012 года иск был отозван из суда Березовским.
Березовский являлся ярким представителем так называемого клеветнического туризма (от англ. libel tourism), подавая иски о клевете в тех национальных юрисдикциях, где у него были наибольшие шансы добиться успеха за счёт особенностей права и судебной процедуры. В Великобритании, например, достаточно просто обвинить издание СМИ в клевете и начать с ним судебную тяжбу. Это позволило Березовскому частично выиграть иск против журнала Forbes, а также российского телеканала ОРТ.

## Уголовные дела

### Дело «Аэрофлота» (1999—2010)
10 сентября 1998 года президент Борис Ельцин предложил Евгения Примаков на пост председателя Правительства России. 11 сентября 1998 года кандидатура Примакова была утверждена Госдумой. Примаков, став председателем правительства, объявил о начале борьбы с экономической преступностью и дал указание министру внутренних дел возбуждать уголовные дела, если какие-то деньги получены с нарушением закона.
В январе 1999 года против Бориса Березовского было возбуждено уголовное дело в связи с хищением средств «Аэрофлота». 6 апреля 1999 года Генпрокуратура РФ объявила Бориса Березовского в розыск и выдала санкцию на его арест как обвиняемого по делу авиакомпании «Аэрофлот» — обвинение включало «незаконное предпринимательство» и «отмывание незаконно нажитых средств». 12 мая 1999 года Примаков, пробыв на посту председателя правительства 8 месяцев, был отправлен президентом Ельциным в отставку. 5 ноября 1999 года выдвинутые против Березовского обвинения были сняты.
1 ноября 2000 года было объявлено о намерении прокуратуры повторно предъявить Березовскому обвинение в хищении государственных средств в рамках дела «Аэрофлота». Березовский, находившийся в тот момент за границей, принял решение не возвращаться в Россию.
20 сентября 2001 года Березовского объявили в федеральный розыск и предъявили заочное обвинение по одному из эпизодов, выделенных из дела «Аэрофлота», по трём пунктам: «пособничество в мошенничестве», «невозвращение из-за границы валютной выручки» и «отмывание денег».
2 июля 2007 года Савёловский суд Москвы приступил к слушаниям дела по заочному обвинению Березовского в хищении 214 млн рублей у авиакомпании «Аэрофлот». Подсудимый запретил своим адвокатам участвовать в заочном процессе, который он объявил «фарсом». 29 ноября 2007 года — заочно осуждён Савёловским судом Москвы на 6 лет лишения свободы за хищение 214 млн рублей у компании «Аэрофлот». Березовский был признан виновным в хищении денежных средств ОАО «Аэрофлот» на общую сумму 214 млн рублей путём мошенничества (ч. 3 ст. 159 УК РФ) и легализации (отмывании) денежных средств, похищенных у ОАО «Аэрофлот» на сумму более 16 миллионов рублей (ч. 3 ст. 174 УК РФ). После вынесения приговора гособвинитель Александр Кубляков заявил о подготовке официального запроса властям Великобритании о выдаче Березовского, сам же Борис Березовский в интервью радио «Эхо Москвы» не признал законность вынесенного приговора.
27 октября 2008 года Федеральный уголовный трибунал Швейцарии вынес решение о конфискации денежных средств на счетах в швейцарских банках, бенефициаром которых был Борис Березовский.
В августе 2010 года Швейцария передала «Аэрофлоту» 52 млн долл., похищенных у авиакомпании более десяти лет назад. Эти деньги находились на банковских счетах компании «Andava» и были арестованы в ходе расследования дела «Аэрофлота», по которому в 2006 году был вынесен судебный приговор Борису Березовскому. Министерство юстиции Швейцарии постановило разблокировать средства, замороженные на банковских счетах в связи с уголовным расследованием и судебными процессами по делу о расхищении средств, принадлежащих компании «Аэрофлот». 52 млн долларов были перечислены на счета «Аэрофлота». Официальный представитель «Аэрофлота» подтвердил поступление средств на счета перевозчика.

### Мошенничество в «ЛогоВАЗ» (2002)
В 2002 году было возбуждено ещё одно дело, на этот раз против Бориса Березовского и Юлия Дубова, которых обвинили в мошенничестве с акциями «ЛогоВАЗа». В ноябре 2002 года Генеральная прокуратура России обратилась в Хоум-офис с просьбой об экстрадиции двух граждан Российской Федерации, бывшего председателя Совета директоров «ЛогоВАЗ» Березовского и генерального директора Дубова. Они обвинялись в совершении в период с ноября 1994 по июль 1995 года на территории России преступления, предусмотренного ч. 3 ст. 147 (мошенничество при отягчающих обстоятельствах) УК РСФСР. 4 марта 2003 года Борис Березовский и Юлий Дубов явились по вызову в Хоум-офиса, где были арестованы. У них изъяли паспорта, после чего Березовский и Дубов были отпущены под совместный залог в 100 тысяч фунтов. Официальные представители Великобритании заявили, что вопрос об экстрадиции будет решаться исключительно в суде. На вынесение решения об отказе выдать России Березовского и Дубова британским судам различной инстанции понадобилось два года.

### Убийство Сергея Юшенкова (2003)
Согласно приговору Московского городского суда, убийство депутата Государственной думы РФ Сергея Юшенкова организовал председатель более лояльного Борису Березовскому крыла партии «Либеральная Россия» Михаил Коданёв для использования выделяемых на партию денег Березовского по своему усмотрению. Но через много лет после приговора отбывающий наказание в колонии Михаил Коданёв стал утверждать, что получил распоряжение нейтрализовать Юшенкова от Березовского и Бадри Патаркацишвили, а молчал об этом из-за их так и не выполненных обещаний в период его заключения обеспечивать его семью в благодарность за молчание. В ответ на это Следственный комитет России, принявший заявление Коданёва к рассмотрению, сообщил, что Березовский уже проверялся на причастность к убийствам Владислава Листьева, Анны Политковской и депутата Госдумы, главы исполкома той же партии «Либеральная Россия», сопредседателем которой был Юшенков, Владимира Головлёва. Полученная в ходе расследования этих уголовных дел подобная сообщению Коданёва информация не подтвердилась.

### Дело о насильственном захвате власти в России (2006)
24 января 2006 года в прямом эфире радиостанции «Эхо Москвы» Березовский сказал, что «работает» над «силовым перехватом» власти в РФ. Тогдашний министр иностранных дел Великобритании Джек Стро предупредил, что высказывания Березовского по поводу возможности насильственной смены власти в России могут повлиять на пересмотр его статуса беженца.
В марте 2006 года Генпрокуратура РФ на основании материалов, подготовленных в рамках возбуждённого 16 февраля 2006 года уголовного дела «о насильственном захвате власти», повторно направила в Лондон запрос об экстрадиции Березовского. Уже 1 июня 2006 года Магистратский суд Лондона в очередной раз отказал России в экстрадиции Бориса Березовского фактически без рассмотрения дела по существу. Суд мотивировал своё решение тем фактом, что Соединённое Королевство в 2003 году предоставило Березовскому политическое убежище. Судья Тимоти Уоркман заявил, что, если суд начнёт рассмотрение запроса, тогда «начнётся длительный процесс, который обернётся огромными расходами для британских налогоплательщиков».
13 апреля 2007 года в интервью британской газете «Гардиан» Березовский заявил, что финансирует своих сторонников, которые готовят переворот в России. Он также заявил о необходимости использовать силу для смены российского режима. Позже Березовский в комментариях разъяснил, что не защищает и не поддерживает насилие, а выступает за бескровную смену власти.
Генпрокуратура РФ в тот же день возбудила уголовное дело против Березовского по статье «насильственный захват власти». Официальный представитель ведомства сообщил, что прокуратура намерена поднять вопрос о лишении Березовского статуса беженца в Великобритании.
16 апреля 2007 года Генпрокуратура РФ направила международное правовое поручение об экстрадиции Березовского.
МИД Великобритании выразил озабоченность заявлениями Березовского: «Мы считаем предосудительными любые призывы к насильственному свержению власти любого суверенного государства». Скотленд-Ярд начал проверку интервью Березовского на предмет выявления того, совершил ли он какое-либо правонарушение.
13 апреля 2007 возбуждено уголовное дело по статье 278 УК РФ «насильственный захват власти»; 2 июля предъявлено заочное обвинение.
5 июля 2007 Королевская прокурорская служба Великобритании заявила, что «не нашла достаточных доказательств для предъявления Березовскому обвинений в подстрекательстве к терроризму», и в связи с этим посоветовала Скотленд-Ярду не возбуждать уголовное дело против него. По мнению прокуратуры, контекст интервью Березовского указывает на то, что он имел в виду гражданское сопротивление властям наподобие «оранжевой революции» на Украине.

### Футбольный клуб «Коринтианс» (2004—2007)
Скандал вокруг футбольного клуба «Коринтианс» начался в 2004 году, когда зарегистрированная в Лондоне компания Media Sports Investments (MSI) начала активно вкладывать в бразильский клуб деньги. В российских СМИ появились сведения, что в приобретении команды заинтересован Борис Березовский, однако сам олигарх заявлял, что не интересуется футболом, а «Коринтиансом» владеет его давний деловой партнер Киа Джурбачиан.
С декабря 2004 года в Бразилии началось расследование по поводу сделки группы MSI и президента «Коринтианса» Алберто Дуалиба. Согласно докладу Группы специального назначения по борьбе с организованной преступностью (GAECO) Прокуратуры штата Сан-Паулу, опубликованному в 2005 году, деньги в группу поступали, в первую очередь, со стороны Бориса Березовского, который на тот момент находился в Лондоне, скрываясь от российского правосудия, а также грузинского бизнесмена Бадри Патаркацишвили — владельца тбилисского «Динамо» и бывшего владельца российской газеты «Коммерсантъ». Операции по переводу денег для осуществления трансферов проводились при помощи компаний-однодневок типа Devetia Limited, Just Sport Limited, Global Soccer Agencies Limited и Mystere Services Limited зарегистрированных в офшорах на Британских Виргинских островах. GAECO сделала вывод о том, что трансферы MSI использовала для эффективного отмывания денег.

У нас достаточно улик, указывающих на то, что партнёрство MSI и «Коринтианса» используется для отмывания денег, большая часть которых получена от Бориса Березовского, чьей выдачи в связи с совершёнными преступлениями финансового характера требует Россия— Рейналдо Гимарайнс Карнейро, Генеральный прокурор штата Сан-Паулу, 
В мае 2006 года Борис Березовский был задержан в аэропорту бразильского города Сан-Паулу и в течение нескольких часов давал показания в связи с возможной причастностью к финансовым махинациям в Бразилии. Позже власти Бразилии выдвинули обвинения против Березовского в отмывании денег с использованием бразильского футбольного клуба «Коринтианс».
13 июля 2007 года Федеральный суд Бразилии принял постановление о выдаче ордера на арест Бориса Березовского, директоров компании MSI Киа Джурабчиана и Нояна Бедру, а также нескольких руководителей футбольного клуба «Коринтианс» по обвинению в отмывании денег. Бразильские власти обратились в Интерпол с просьбой об аресте Бориса Березовского и других обвиняемых.

### Попытка исключения из РАН (2008)
30 мая 2008 года академик РАН физик Владимир Страхов предложил исключить Березовского из РАН, ссылаясь на возбуждение против него более десяти уголовных дел:
Если в отношении члена-корреспондента Академии наук возбуждено уголовное дело, он должен явиться в суд и доказать, что это обвинение неправильное. А если он этого не делает, то его надо из Академии наук исключать.
Страхов предложил внести в устав академии поправки о возможности лишения статуса академика (на данный момент являющегося пожизненным). В тот же день данное предложение было отклонено. Президент РАН Юрий Осипов, аргументируя это решение, вспомнил попытки исключить из академии наук академиков Трофима Лысенко и Андрея Сахарова. По словам Осипова, РАН никого никогда не исключала, а изгнание Березовского из академии может создать «глупый прецедент».

### Дело о ложном доносе (2008)
20 марта 2008 против Бориса Березовского было возбуждено новое уголовное дело по п. 3 ст. 306 УК РФ («заведомо ложный донос и искусственное создание доказательств обвинения»).
По версии Следственного комитета РФ, «на основании заведомо ложного заявления Бориса Березовского о подготовке российскими спецслужбами его убийства министром внутренних дел Великобритании бизнесмену было предоставлено политическое убежище на территории этой страны».

### Претензии зарубежных правоохранительных органов
В марте 2009 года представитель Генпрокуратуры РФ заявил, что помимо России претензии к Березовскому в то время имели правоохранительные органы Бразилии, Франции, Нидерландов и Швейцарии.

### Дело о хищении у ЛогоВАЗа и АвтоВАЗа (2009)
26 июня 2009 года Красногорский городской суд признал Березовского и Дубова виновными в хищении 140 млн рублей «ЛогоВАЗа» и «АвтоВАЗа» и заочно приговорил бывшего председателя совета директоров «ЛогоВАЗа» Березовского к 13 годам лишения свободы с отбыванием наказания в исправительной колонии общего режима (с поглощением срока по первому делу). Бывший генеральный директор «ЛогоВАЗа» Юлий Дубов был заочно приговорён к 9 годам лишения свободы с отбыванием наказания в исправительной колонии общего режима. Оба были признаны виновными в мошенничестве и легализации денежных средств, приобретённых преступным путём. Суд также удовлетворил исковые требования о возмещении ущерба в размере свыше 58 миллионов рублей.
Согласно материалам обвинения, Березовский и Дубов в 1994 году организовали заключение договора между ОАО «АвтоВАЗ» и АОЗТ «ЛогоВАЗ» по поставке 20 тысяч легковых автомобилей ВАЗ различных моделей. Вопреки условиям договора оплата за поставленные автомобили не была перечислена. Следствие установило, что Березовский и другие участники созданной им группы присвоили полученные от реализации автомашин деньги в размере 144 миллиардов неденоминированных рублей. Приобретённые незаконным путём средства были использованы на приобретение акций АО «Общественное российское телевидение», ЗАО «Московская независимая вещательная корпорация», АОЗТ «Издательство „Огонёк“» и вложены в недвижимость.
Выделенный Березовскому адвокат обжаловал приговор. Судебная коллегия по уголовным делам Московского областного суда оставила приговор Красногорского городского суда по уголовному делу в отношении Бориса Березовского и Юлия Дубова без изменения.

### Арест собственности во Франции (2011)
17 февраля 2011 года по просьбе прокуратуры РФ в Антибе на Лазурном берегу Франции было арестовано различное имущество, принадлежащие бизнесмену Борису Березовскому на общую сумму в 74 миллиона евро.
В рамках уголовного расследования французские правоохранительные органы опечатали две яхты. Это были 50-метровая Thunder B и 15-метровая Lightning оценочной стоимостью около 20 млн долларов, находившиеся в заливе Жуан, рядом с расположенной на мысе Антиб виллой Березовского — Château de la Garoupe, приобретённой в 1997 году за 13 миллионов евро, на которую также был наложен арест. Помимо яхт, французскими полицейскими в присутствии следователя и прокурора из России было изъято и другое ценное имущество Березовского, в частности, коллекция картин. Марсельская прокуратура с 2005 года вела расследование о возможном отмывании денег Березовским путём приобретения недвижимости во Франции.
В ответ на сообщения прессы, Березовский заявил, что у него нет яхт во Франции и что ему ничего не известно об аресте какого-либо его имущества в этой стране. В свою очередь, 3 мая 2012 года генеральная прокуратура России подтвердила факт конфискации имущества Березовского во Франции. В ходе судебного разбирательства выяснилось, что арестованное имущество было зарегистрировано не на самого Березовского, а на созданный им в 2001 году имущественный траст — Itchen Trust, зарегистрированный на Гибралтаре, на который по французскому законодательству предъявленные Генпрокуратурой России претензии не распространялись. В результате, арест с имущества был снят.

### Призывы к активному неподчинению властям и к массовым беспорядкам (2012)
29 мая 2012 года Следственный комитет России (СКР) сообщил о возбуждении против Бориса Березовского двух уголовных дел по признакам состава преступления, предусмотренного пунктом 3 статьи 212 УК РФ (призывы к активному неподчинению законным требованиям представителей власти и к массовым беспорядкам).
Первое уголовное дело было возбуждено по факту размещения Березовским в апреле 2012 года в сети Интернет обращения, в котором следователи СКР увидели призывы к массовым беспорядкам, сопровождающимися насилием, адресованные гражданам России. «А именно к совершению в общественных местах в городе Москве массовых активных противоправных действий в целях насильственного воспрепятствования инаугурации законно избранного президента РФ и его допуску в Кремль 7 мая, обещая денежное вознаграждение за его задержание и ограничение свободы передвижения», — указывалось в тексте сообщения СКР.
Второе уголовное дело было возбуждено по факту публикации 1 февраля 2012 на сайте радиостанции «Эхо Москвы» «Открытого письма рождённым не в СССР». Следователи СКР увидели в тексте «Письма» призывы к массовым беспорядкам, а именно к совершению активных противоправных действий по силовому противостоянию представителям власти в целях насильственного воспрепятствования проведению президентских выборов.
Оба уголовных дела были объединены в одно производство.

## Оценки и воспоминания
Председатель комитета по безопасности Госдумы В. А. Васильев назвал Березовского «политическим авантюристом». Политик Г. А. Явлинский тоже утверждал, что Березовский принадлежит к типу политических авантюристов. Политолог и член Общественной палаты С. А. Марков определил Березовского как «величайшего политического авантюриста международного класса».
Генерал Г. Н. Трошев, в 1995—2002 годах бывший командующим федеральными войсками в ходе боевых действий в Чечне и Дагестане, в своих мемуарах «Моя война. Чеченский дневник окопного генерала» описал разногласие Березовского с генерал-лейтенантом Пуликовским.

Направляясь в Чечню, Борис Березовский (в тот момент официальный представитель федерального центра) сначала поехал к Масхадову, а только потом прилетел в Ханкалу, в штаб ОГВ. 

Выслушав облечённого высокой властью Березовского, Пуликовский побледнел, но тут же, собравшись, начал чеканить слова: 

— Я, как командующий группировкой, не согласен с такой позицией и считаю, что вы должны были прежде всего встретиться с руководством
Объединённой группировки войск. Мы здесь давно собрались и ждём вас. Нам есть что сказать. Неужели перед встречей с Масхадовым вас не интересовало наше мнение, наша оценка ситуации? 

— Ты, генерал, можешь считать всё, что угодно, — сверкнул глазами столичный визитёр. — Твоя задача: молчать, слушать и выполнять то, что тебе
мы с Лебедем говорим. Понял? 

— Вы говорите, не думая о тех людях, которые сейчас в Грозном в полном окружении кровью харкают, — «закипал» Пуликовский. — Они ждут моей помощи. Я обещал… 

— Я тебя, генерал, вместе с твоими людьми, вместе со всей вашей дохлой группировкой сейчас куплю и перепродам! Понял, чего стоят твои обещания и ультиматумы?.. 

Офицеры, невольные свидетели разговора, опустили головы. Пуликовский с трудом сдержал себя. Стиснул кулаки, круто развернулся и пошёл прочь,
чувствуя спиной «расстрельный» взгляд Бориса Абрамовича…

Владимир Буковский в интервью 2007 года характеризовал Березовского как «человека несерьёзного, очень необязательного», отметив: «Я вообще не понимаю, как он мог бизнесом заниматься, ведь у него семь пятниц на неделе. С ним нельзя ни о чём договориться».
Испанский журналист, историк, исследователь современной истории России Рафаэль Пок де Фелиу в 2005 году так описал Березовского:

Характерной особенностью Березовского была не столько его сущность махинатора — в конце концов, это качество было свойственно многим другим олигархам в России и за её пределами, — но его явный эксгибиционизм… В 1996 году, мобилизуя деньги для избрания Ельцина на второй президентский срок, Березовский начал ощущать себя творцом российской истории. И ему очень хотелось, чтобы об этом знали все. Он начал кричать об этом на каждом шагу, не замечая, что переходит положенные ему границы… 
Бывший директор ФСБ России Сергей Степашин считает Березовского заказчиком убийства директора Первого канала Влада Листьева.
Политтехнолог и друг Бориса Березовского Станислав Белковский подчеркивал, что у Березовского «практически не было» прямого доступа к Ельцину: «Как криэйтор, политический и медиатехнолог он играл, бесспорно, немалую роль в 1995—1999 годах. Но когда Семья захотела от него избавиться (решение было принято ещё в конце 1999-го и реализовано в 2000-м), он ничего не смог этому противопоставить».

### Резонансные события с журналистами
- Ряд журналистов обвиняли Березовского в организации в марте 1995 года убийства гендиректора телекомпании ОРТ Владислава Листьева из-за упущенных доходов от телевизионной рекламы[13][197]. В декабре 2012 года Генпрокуратура РФ сообщила общественности, что причастность Березовского к убийству Листьева не нашла доказательных подтверждений[198].
- В 2010 году уже сам Березовский обвинил Владимира Путина в убийстве Владислава Листьева (1995), хотя зачем в то время первому заместителю председателя правительства Санкт-Петербурга было необходимо убийство журналиста, не объяснил. Эти обвинения тоже никак не подтвердились[199][200][201][202].
- Накануне президентских выборов 2012 года Березовский заявил, что хотел бы видеть на посту президента России «Лёню Парфёнова»[203][204][205].

## Личная жизнь
Первой женой Бориса Березовского была Нина Васильевна Короткова, студентка того же вуза, где учился Березовский; она была младше его на два курса. Супруги поженились в начале 1970-х годов. В браке родились две дочери: Елизавета (род. 1971) и Екатерина (род. 1973). Елизавета Березовская впоследствии стала художницей; у неё есть сын по имени Савва.
В 1991 году Березовский вступил во второй брак с Галиной Бешаровой. В 1989 году у пары родился сын Артём, в 1992 году — дочь Анастасия. В 1993 году Галина вместе с детьми уехала в Лондон, после чего супруги фактически не проживали вместе. Официально брак был расторгнут в 2011 году после бракоразводного процесса, продолжавшегося около года. Согласно сообщениям СМИ, сумма отступных, выплаченных Березовским, составила от 165 до 220 миллионов фунтов стерлингов, что стало рекордным показателем для Великобритании на тот момент.
После расставания в 1993 году с Галиной Бешаровой новой спутницей Березовского стала Елена Горбунова. Официально брак не регистрировался. В 1996 году Горбунова родила от Березовского дочь Арину, в 1997 году — сына Глеба. В январе 2013 года партнёры расстались, после чего Горбунова подала к Березовскому иск на несколько миллионов фунтов стерлингов.
В 2009—2010 годах состоял в отношениях и был помолвлен с моделью Дарьей Коноваловой. По словам Дарьи, Березовский хотел от неё детей, и она дважды беременела, но оба раза неудачно.

### Привычки, образ жизни
По воспоминаниям знакомого с 1998 года, писателя Юрия Фельштинского, распорядок дня Березовского всегда был жёстким, заранее расписаны по часам встречи, перелёты, переговоры, деловые завтраки, обеды и ужины, причём на запланированные мероприятия он нередко опаздывал и заставлял партнёров ожидать себя несколько часов. Расписание бизнесмена часто составлялось на многие дни вперёд. Вокруг олигарха постоянно концентрировалось множество просителей, включая «проходимцев и авантюристов», которые легко вытягивали из бизнесмена на всевозможные проекты от десятков тысяч до миллионов долларов. Спал Березовский очень мало, максимум четыре часа в сутки. Любил рестораны, клубы, тусовки, выставки и театры; при этом имел неважный вкус на произведения искусства и интерьеры жилищ; важно в его жизни было наличие девушек, которые всегда присутствовали в избытке. «Благородным человеком Борис не был, и раскаяться он не мог, хотя публично призывал других и себя к покаянию».
Своим любимым фильмом Березовский считал фильм Андрея Тарковского «Зеркало»: «Вот „Зеркало“ — это фильм абсолютно о моей жизни. Точнее, о мире, в котором я жил, который я чувствовал. Этот мир — такой огромный, нервный. Он о необычной стране и необычных людях, которые жили в сложнейшее время. И все эти детские переживания, которые он нарисовал. И эта мистика. Это всё мне очень близко».

## Смерть
Тело Березовского было обнаружено 23 марта 2013 года лежащим навзничь на полу в запертой изнутри ванной комнате в доме, принадлежащем его бывшей жене Галине, в населённом пункте Аскот графства Беркшир в 40 км от Лондона. Первым тело обнаружил личный телохранитель Березовского Ави Навама, в прошлом агент израильской разведки «Моссад», никаких следов увечий или борьбы он не заметил. По сообщениям информагентств, смерть наступила в этот же день в 11 утра по местному времени. Первым о смерти Березовского сообщил его зять Егор Шуппе на своей странице в Facebook, пояснивший, что в последние месяцы у него была депрессия, он мало общался с родственниками и друзьями.
Адвокат Александр Добровинский, одним из первых в России узнавший о смерти Березовского, сказал:

Только что позвонили из Лондона. Борис Абрамович Березовский покончил с собой… Сложный был человек. Жест отчаяния? Невозможность жить бедным? Серия ударов? Боюсь, что уже никто не узнает правды…

По данным Добровинского, Березовский под конец жизни был фактически разорён и находился в удручающем психологическом состоянии. Вероятно, это было связано с тем, что в 2012 году он проиграл судебный процесс бывшему партнёру по бизнесу Роману Абрамовичу; в ходе этого процесса он требовал компенсации в размере 5 млрд долларов за якобы невыгодные сделки, и, проиграв его, был вынужден оплатить судебные издержки. Елена Горбунова, его бывшая третья жена, добилась заморозки активов Березовского, требуя колоссальных денежных выплат для себя и своих детей. На протяжении всей недели до смерти у Березовского было несколько сердечных приступов. В последние месяцы перед смертью Березовский, по свидетельству охранника, часто и с разными людьми говорил о самоубийстве.
23 марта в доме Березовского в Лондоне работали полицейские, прибывшие по сообщению о его смерти. Тело бизнесмена официально опознала его старшая дочь Елизавета.
Журнал Forbes сообщил, что за несколько часов до своей смерти Березовский дал интервью не для публикации, в котором сказал, что потерял смысл жизни и хочет вернуться в Россию. Также он заявил, что «изменил многие свои оценки», в том числе взгляды на Запад и на возможность построения демократической России. Березовский сообщил, что поменял своё представление о пути России и не желает больше заниматься политикой.
Вечером 23 марта 2013 года пресс-секретарь президента России Дмитрий Песков сообщил, что за два месяца до смерти Березовский написал Путину личное письмо, в котором признал, что совершил много ошибок, попросил у Путина прощения и обратился с просьбой дать ему возможность вернуться в Россию. Близкая подруга Березовского Екатерина Сабирова подтвердила, что Березовский написал такое письмо Путину, прочёл письмо ей, и оно было отправлено в ноябре 2012 года. По словам Сабировой, Березовский долго обсуждал это письмо со своей бывшей женой Еленой и матерью. Они обе убеждали Бориса помириться с Путиным. Согласно сообщению телеканала «Дождь», ссылающегося на собственные источники, письмо Березовского Путину передал лично Роман Абрамович. Сам Путин 25 апреля 2013 года публично признал факт получения двух писем от Березовского (одно из них поступило до смерти бизнесмена, другое — после), отвечать на первое письмо не стал, поскольку вопросы освобождения от уголовной ответственности и возвращения в Россию, поднятые Березовским, требовали обширного юридического анализа и консультаций с Верховным судом РФ и Генпрокуратурой РФ. Предавать гласности содержание писем, носивших сугубо личный характер, Путин отказался из этических соображений.
Представитель Следственного комитета России Владимир Маркин заявил в своём микроблоге Twitter, что если будет официальное подтверждение тому, что Березовский действительно умер, то уголовные дела будут прекращены при условии, если на это дадут согласие его родственники.
По сообщению полицейского управления долины Темзы, обнародованному 26 марта по результатам вскрытия, Березовский скончался в результате повешения, при этом следов борьбы не обнаружено. По данным газеты The Guardian, при вскрытии также обнаружено, что у Березовского было сломано ребро.
28 марта в Лондоне началось коронерское расследование обстоятельств смерти Березовского. В ходе слушаний детектив Марк Биссел объявил, что на шее покойного в момент обнаружения тела охранником был завязан узел из ткани. При этом один конец материи был затянут вокруг шеи трупа, а второй прикреплён к перекладине шторки душа. Вместе с тем полиция не исключила причастности к смерти Березовского «третьей стороны». Ряд независимых обозревателей акцентирует внимание на том, что ни одной посмертной фотографии Березовского нигде опубликовано не было.

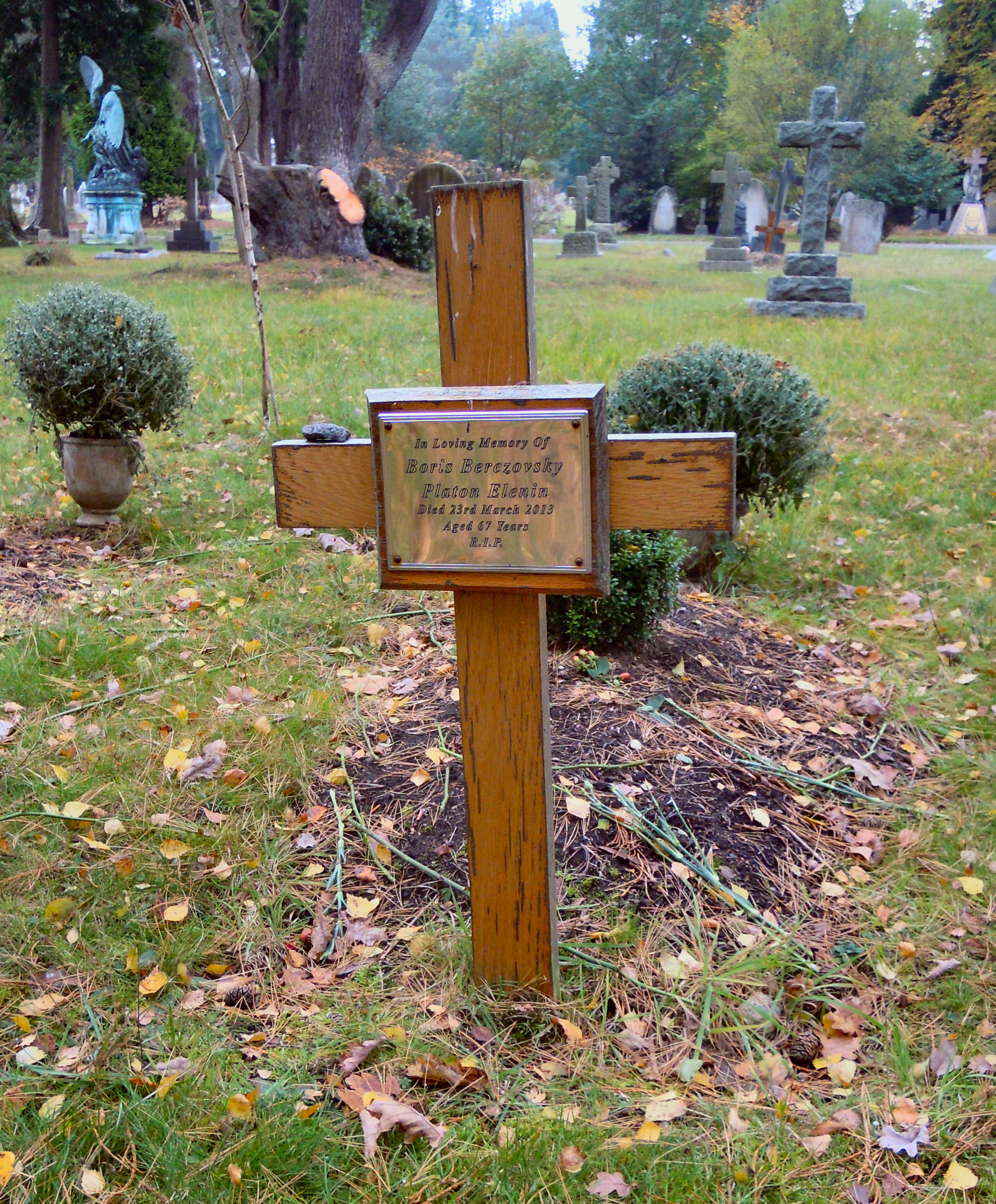
Могила Березовского на кладбище Бруквуд в 2016 г.

Родственники Березовского обратились к представителям православной Церкви с просьбой совершения над покойным чинопоследования погребения, но получили отказ, поскольку, согласно православным канонам, церковное отпевание самоубийц запрещается. Однако отпевание Березовского всё же было совершено 8 мая 2013 года священнослужителями храма Православного Братства святого Эдуарда в Бруквуде, состоящими в юрисдикции неканонического «Синода противостоящих», но не в храме, а в кладбищенской часовне, используемой для светских похорон.
Похоронен в тот же день на кладбище Бруквуд в британском графстве Суррей. Решение предать тело земле в Великобритании принято членами семьи бизнесмена в связи с тем, что большинство из них, в том числе мать, живёт на Западе.
27 марта 2014 года на слушаниях по делу о смерти Березовского в Лондоне следствие объявило, что шарф, найденный возле тела бизнесмена, мог послужить орудием самоубийства. Патологоанатом Саймон Пул доложил, что повреждения, зафиксированные при вскрытии тела, характерны для самоубийства посредством повешения, в крови не было обнаружено ни алкоголя, ни наркотиков, признаков какой-либо борьбы не выявлено, что опровергает версию об убийстве. Однако немецкий судмедэксперт Бернд Бринкманн, специалист по асфиксии, нанятый семьёй бизнесмена для независимого расследования, не согласился с выводами о самоубийстве. По его мнению, погибший не мог сам повеситься, его удавили. Коронер Питер Бедфорд вынес открытый вердикт по поводу обстоятельств смерти, констатировав невозможность достоверно установить обстоятельства гибели Березовского.

## Финансовое состояние
В 2008 году, через 5 лет после эмиграции, журнал «Forbes» оценивал его состояние в 1,3 миллиарда долларов США.
В 2002—2008 годах Березовский передал через офшорные компании двоюродному брату британской королевы принцу Майклу, находившемуся в затруднительном положении, для оплаты аренды Кенсингтонского дворца 320 000 фунтов стерлингов.
До половины состояния Березовского, полученного в 1990-е годы, могло быть записано на Бадри Патаркацишвили, который внезапно скончался в 2008 году и не оставил завещания. В 2011 году состояние Березовского оценивали в 900 миллионов фунтов стерлингов. Через год состоялось мировое соглашение между предпринимателем и родственниками Патаркацишвили — он получил 100 % доли в четырёх пищевых компаниях (осенью 2012 они были выставлены на продажу). За Березовским числились дома во Франции и Великобритании, а также две яхты.
После развода и суда вторая супруга Березовского Галина Бешарова получила от предпринимателя от 100 до 200 млн фунтов стерлингов (рекордная сумма в истории английского судопроизводства).
Третья жена Елена Горбунова претендовала на 5 млн фунтов от продажи поместья в графстве Суррей. В декабре 2012 года она добилась судебного ареста на собственность олигарха в размере 200 млн фунтов, который позже был отменён. В настоящее время её претензии на наследство рассматриваются в суде, но в связи с тем, что требования кредиторов превышают сумму активов оставшихся после смерти Березовского, шансы на положительное решение малы.
К концу жизни финансовое положение Березовского сильно ухудшилось. После нескольких проигранных судов его состояние сократилось до нескольких сотен миллионов долларов, он накопил значительные долги, ему пришлось уволить помощников, почти всю охрану и выставить на продажу несколько принадлежащих ему домов и распродать некоторое ценное имущество, включая картину «Красный Ленин» Энди Уорхола более чем за 200 тысяч долларов.
Вопросы наследования состояния пока не разрешены.
Согласно завещанию, составленному Березовским за 9 дней до смерти, распорядителями своего имущества и капитала Березовский назначил пятерых человек: двух юристов, старого друга Юлия Дубова, дочь Екатерину и бывшую гражданскую жену Елену Горбунову. Оба юриста и Дубов, по информации газеты Times, отказались от назначенной им завещателем миссии. По решению суда временным распорядителем имущества Березовского назначена международная аудиторская компания Grant Thornton.
По данным Высокого суда Лондона, оглашённым в сентябре 2013 года на основании информации аудиторской компании Grant Thornton, Березовский на момент смерти был банкротом, с долгами на 309 млн фунтов. Главный вопрос на процессе о наследстве Березовского, по словам судьи, состоит в том, достаточно ли оставленное им имущество для выплаты долгов.
Правительство Самарской области в 2012 году подало иск в Высокий суд Лондона с требованием взыскать долги с Березовского, его наследников и бизнес-партнёра Юлия Дубова по делу АОЗТ «ЛогоВАЗ» и ОАО «АвтоВАЗ». Общая сумма удовлетворённых судом требований самарского правительства к ответчикам составила более 1 млрд рублей. В августе 2017 года подготовлены документы для заключения мирового соглашения на итоговую сумму 13,5 млн фунтов стерлингов.

## Награды и премии
- Премия Ленинского комсомола в области науки и техники (1978) — за цикл работ по разработке и применению моделей многокритериальной оптимизации для решения задач формирования и выбора вариантов сложных систем.
- Благодарность Президента Российской Федерации (25 июля 1996 года) — за активное участие в организации и проведении выборной кампании Президента Российской Федерации в 1996 году[269].

## Научные работы
Монографии
- Формирование наборов высших растений для замкнутой биотехнической системы жизнеобеспечения (с В. Н. Даниловым, А. В. Кортневым и др.). Главное управление микробиологической промышленности при Совете Министров СССР, Отделение научно-технической информации и технологически-экономических исследований микробиологической промышленности. Москва: ОНТИТЭИ Микробиопром, 1977.
- Бинарные отношения в многокритериальной оптимизации (с В. И. Борзенко и Л. М. Кемпнером). Москва: Наука, 1981.
- Задача наилучшего выбора (с А. В. Гнединым). Ответственный редактор Э. А. Трахтенгерц. Москва: Наука, 1984.
- Многокритериальная оптимизация: математические аспекты (с Ю. А. Барышниковым, В. И. Борзенко и Л. М. Кемпнером). АН СССР, Институт проблем управления. Москва: Наука, 1989.

Статьи в научных журналах
- Berezovskii, B. A., Travkin, S. I. (1975). Supervision of queues of requests in computer systems. Automation Remote Control, 36: 1719—1725.
- Berezovskii, B. A., Kontorer, L. A. (1987). Efficient algorithm to construct the set of undominated alternatives of decomposable objects. Automation and Remote Control, 48(1), Part 2:95—100.
- Berezovsky, B. A., Baryshnikov, Yu. M. (1987). Symmetries in multicriteria optimization and their application. Lecture Notes in Economics and Mathematical Systems, Volume 285, pp 38-46.
- См. также: Mikhail Simkin. Berezovsky number. Significance (November 11, 2011)

## Книги Березовского
- Березовский Б. Автопортрет, или Записки повешенного. (Ред. Ю. Фельштинский) — Центрполиграф, 2013
- Березовский Б. Мой майдан незалежности. (Сост. Ю. Фельштинский) — Нора-Друк., 2007

## Книги о Березовском
- Хинштейн А. Березовский и Абрамович. Олигархи с большой дороги. — М.: Олма Медиа Групп, 2007. — 670 с. — ISBN 978-5-98675-001-9., М.: Лора, 2007. — 567с.
- Коржаков А. В. Борис Ельцин: от рассвета до заката. — M.: Интербук, 1997. — 168 с. — ISBN 5-89935-063-6
- Соловьёв О. Русские масоны. От Романовых до Березовского. М.: Эксмо, Яуза, 2004. — 512 c. — ISBN 5-699-07654-9
- Хлебников П.. Крёстный отец Кремля Борис Березовский, или История разграбления России. — 2-е изд., испр.. — М.: Детектив-Пресс, 2004. — 480 с. — ISBN 5-89935-017-2.
- Березовский Борис. Искусство невозможного (комплект из 3 книг) — трёхтомник составлен из материалов, опубликованных в СМИ в период 1992 — августа 2003 года. Принцип размещения материалов — тематический, а внутри разделов — хронологический. Кроме «прямой речи» — статей, интервью и заявлений самого автора, в издание также включены публикации, отражающие реакцию на деятельность Б. А. Березовского, и хронология значимых событий его жизни. Том 1. М.: Независимая Газета, 2004. — 808 с. — ISBN 5-86712-173-9, ISBN 5-86712-174-7; Том 2. М.: Независимая Газета, 2004. — 704 с. — ISBN 5-86712-173-9, ISBN 5-86712-175-5; Том 3. М.: Независимая Газета, 2004. — 648 с. — ISBN 5-86712-173-9, ISBN 5-86712-176-3
- Дубов Ю.. Большая пайка. — 3-е изд.. — М.: Вагриус, 2005. — 816 с. — ISBN 5-9697-0147-5. Художественная книга с несколько идеализированным главным героем по имени Платон, но в то же время базирующаяся на фактах реальной биографии Б. Березовского; экранизирована как «Олигарх».
- Чекулин Н. С. Тайна Олигарха, или Британское правосудие. — М.: Известия, 2006. — 256 с. — ISBN 5-206-00685-8
- Хоффман Д. Олигархи. Богатство и власть в новой России. — М.: КоЛибри, 2007. — 624 с. — ISBN 978-5-98720-034-6.
- Чекулин Н. С. Кровавый олигарх и российское правосудие. — М.: Феникс плюс, 2007. — 168 с. — ISBN 978-9975-9510-6-7
- Гордон Д. Березовский и Коржаков. Кремлёвские тайны. Киев: Схили Дніпра, 2008 г.- 166 с.

издана также М.: Алгоритм, 2013. — (Политический компромат). 2500 экз., ISBN 978-5-4438-0482-8
- KGB GIRL.The Secret Diary Of A Russian Oligarch. (Девушка КГБ. Тайный дневник русского олигарха). — Copyright © 2009 by Sasha Nerozina — Third Revised Edition 2009—350 pages — UK London — ISBN 978 09557254 32
- Холлингсуорт М., Лэнсли С. Лондонград. Из России с наличными. История олигархов из первых рук. — М.: АСТ, 2009. — 416 с. — ISBN 978-5-17-063891-8.
- Скуратов Ю. И. Кремлёвские подряды «Мабетекса». — M.: Новый индекс, 2010. — 680 c.
- Чекулин Н. С. Березовский — не своя игра. — СПб.: Питер, 2011. — 208 с. — ISBN 978-5-4237-0203-8
- Чекулин Н. С. «ВикиЛикс», Березовский и убийство Литвиненко. Документальное расследование. — М.: Эксмо, Яуза, 2011. — 320 с. — («ВикиЛикс». Кибербомба). ISBN 978-5-699-48889-6
- Гольдфарб А., Литвиненко М. Саша, Володя, Борис… История убийства. — Нью-Йорк: AGC/Grani, 2011. — 386 с. ISBN 978-0-9826857-0-9
- Фельштинский Ю. (составитель). Вердикт. Борис Березовский против олигархов. — М.: Рид Групп, 2012. — 656 с. — ISBN 978-5-425-20613-8..
- Щербаков А. Ю. Русская политическая эмиграция. От Курбского до Березовского. — M.: Олма Медиа Групп, 2012. — 416 c. — ISBN 978-5-373-05002-9
- Додолев Е. Ю. БереZOVский, разобранный по буквам. — M.: Прогресс, 2013. — 256 c. — ISBN 978-5-01-004821-1
- Додолев Е. Ю. Березовский умер. Да здравствует Березовский! — M.: ЭКСМО, 2014. — 320 c. — ISBN 978-5-699-68680-3
- Авен П. О. Время Березовского. — М.: АСТ, 2017. — 816 с. — ISBN 978-5-17-104791-7

## В искусстве
Образ Бориса Березовского активно используется в российских и зарубежных художественных фильмах и телесериалах:
- 1997 — «Шизофрения» — Лозовский (Борис Клюев)[270][неавторитетный источник]
- 2001—2002 — «Мужская работа» — Лев Островский (Владимир Стержаков)
- 2002 — «Олигарх» — Платон Маковский (Владимир Машков)
- 2003 — «Убойная сила 5 (серии № 3-5 „Лазурный берег“)» — Михаил Демьянович Троицкий (Николай Фоменко)
- 2004 — «Шахматист» — Эмигрант (Игорь Скляр)
- 2004 — «Личный номер» — Лев Покровский (Виктор Вержбицкий)[271]
- 2005 — «Фаворский» — Матвей Дубовицкий (Сергей Русскин)[источник не указан 2986 дней]
- 2006 — «Испанский вояж Степаныча» — Адам Борисович Бабов (Владимир Долинский)
- 2008 — «Аттракцион» — Осинский (Геннадий Хазанов)[источник не указан 2986 дней]
- 2008 — «Русская жертва» — Березовский (Борис Клюев)
- 2011 — «ПираМММида» — Белявский (Фёдор Бондарчук)[272]
- 2012 — «Ржавчина» — Кирилл Осинский (Михаил Разумовский)[источник не указан 2986 дней]
- 2013 — «Мёбиус» (Франция, Бельгия, Люксембург) — Иван Борисович Ростовский (Тим Рот)[273]
- 2013 — «Операция „Кукловод“» — Максим Перецкий (Витас Эйзенах)
- 2015 — «Неподсудные» — Борис Березовский (Сергей Бурунов)[274]
- 2017 — «Березовский — это кто?» (сериал, 10 серий)
- 2022 — пьеса Патриоты — Том Холландер[275]
- 2023 — «Клипмейкеры» — Берёза (Николай Фоменко)
- 2024 — мюзикл Патриоты — Майкл Стулбарг[275]
- 2024 — «Предатели» (документальный сериал Фонда борьбы с коррупцией, 3 серии)[276]
- 2025 — «Минута тишины» - Блажиевский (Сергей Газаров, автор сценария — предприниматель Владимир Потанин)[277]